# 格列恰尼夫卡 (斯尼胡里夫卡區)
46°56′12″N 32°48′37″E / 46.93667°N 32.81028°E
格列恰尼夫卡（烏克蘭語：Гречанівка），是烏克蘭南部的村莊，隸屬尼古拉耶夫州的巴什坦卡區。該村面積0.02平方公里，海拔高度11米，2001年人口38，人口密度每平方公里1,900人。